# 関市板取体育館
関市板取体育館（せきしいたどりたいいくかん）は、岐阜県関市にある関市が管理運営する体育館である。

## 概要
- 武儀郡板取村の板取中学校体育館として1994年（平成6年）10月開館。2016年（平成28年）3月に板取中学校が廃校となると、板取中学校体育館は生涯スポーツ施設に転用され、関市板取体育館に改称する。
- 板取ふれあいのまちづくり推進委員会が管理する。

## 利用案内
- 所在地：岐阜県関市板取2305番地
- 開館時間：8：30 - 21：30
- 休館日：月曜日（月曜日が祝日の場合は翌日）、休日の翌日（該当の休日の翌日が土日曜日、休日の場合は開館）、年末年始（12月29日〜1月3日）

## 交通アクセス
- 板取ふれあいバス「板取体育館前」バス停より徒歩すぐ。

## 周辺施設
- 旧・関市立板取中学校校舎
- 板取運動公園
- 中切郵便局
- 中濃消防組合板取川出張所　（板取村立板取北小学校跡）